# 14ª Brigata meccanizzata "Principe Romano il Grande"
La 14ª Brigata meccanizzata autonoma "Principe Romano il Grande" (in ucraino 14-та окрема механізована бригада імені князя Романа Великого?, 14-ta okrema mechanizovana bryhada imeni Knjazja Romana Velykoho, unità militare А1008) è un'unità di fanteria meccanizzata delle Forze terrestri ucraine, subordinata al Comando Operativo "Ovest" e con base a Volodymyr.

## Storia

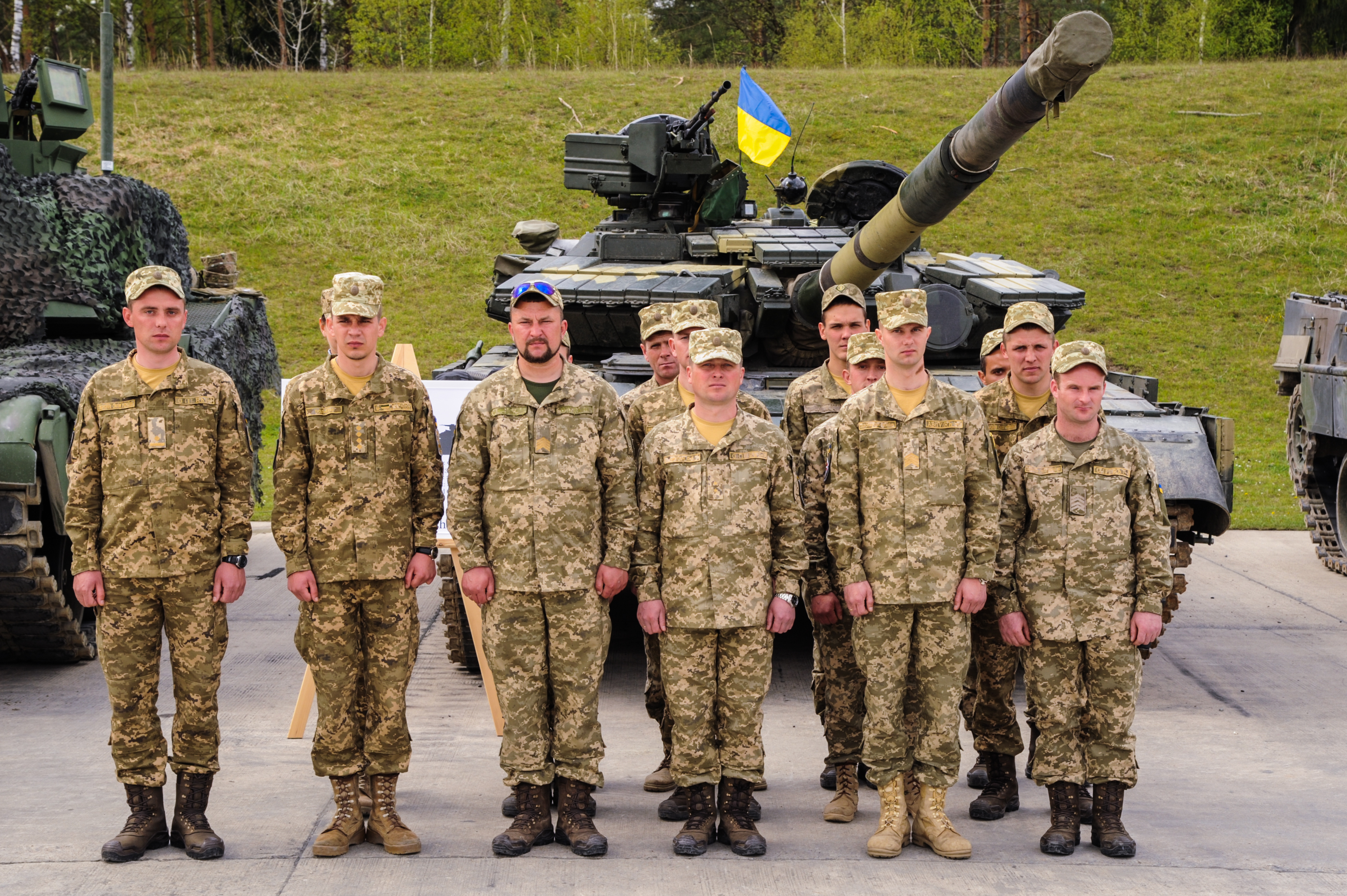
La squadra dell'Ucraina durante la cerimonia d'apertura della SETC 2017.

La brigata è stata costituita il 1º dicembre 2014 a partire da elementi della 51ª Brigata meccanizzata delle guardie, unità risaltente all'Unione Sovietica creata al 1942 e recentemente sciolta, inizialmente sotto la guida di Oleksandr Žakun, ex comandante del 13º Battaglione di difesa territoriale "Černihiv-1". Venne inviata in Donbass all'inizio del 2015, combattendo nella battaglia di Debal'ceve. Nel giugno 2015 prese parte agli scontri presso Krasnohorivka e Mar"ïnka. Nello stesso anno il 1º Battaglione di difesa territoriale "Volinia" è stato assegnato alla brigata e trasformato in un battaglione motorizzato.
Nel 2017 e 2018 un plotone della brigata ha preso parte alla Strong Europe Tank Challenge, una competizione internazionale fra carristi che si tiene ogni anno a Grafenwöhr, in Germania, dal 2016. Il 14 ottobre 2019 la brigata è stata ufficialmente dedicata al Principe di Kiev Romano il Grande.

### Guerra russo-ucraina
In seguito all'invasione russa dell'Ucraina del 2022 ha preso parte alla battaglia di Kiev fin dai primi giorni di guerra. In particolare si è distinta per la difesa di Makariv, essenziale nel prevenire l'accerchiamento della capitale da ovest. Successivamente, in concomitanza con l'offensiva del Donbass, è stata rischierata a difesa dell'oblast' di Donec'k fra Sivers'k e Bachmut. Il 9 settembre il Presidente dell'Ucraina Volodymyr Zelens'kyj ha ringraziato l'unità per il suo contributo durante la controffensiva di Charkiv. Il giorno successivo la 25ª Brigata aviotrasportata, la 92ª Brigata meccanizzata e l'80ª Brigata d'assalto aereo hanno catturato Kup"jans'k, lasciando scoperto il fianco sinistro delle forze russe. La brigata ha quindi effettuato un attacco a tenaglia su Velykyj Burluk e Vovčans'k, catturando entrambi gli insediamenti l'11 settembre.
Nei mesi successivi ha proseguito le operazioni a est del fiume Oskol, proteggendo insieme alla 112ª Brigata di difesa territoriale il fianco dell'offensiva ucraina verso Svatove. Il 5 maggio 2023 è stata insignita dal presidente ucraino Zelens'kyj del titolo onorifico "Per il Valore e il Coraggio". A luglio è stata schierata per rinforzare le posizioni della 66ª Brigata meccanizzata, investita dagli attacchi russi nell'area di Svatove. Ad agosto ha resistito all'offensiva lanciata dalla 1ª Armata corazzata delle guardie in direzione di Kup"jans'k, venendo rinforzata dalla 67ª Brigata meccanizzata e da un battaglione della 95ª Brigata d'assalto aereo. Fra dicembre 2023 e gennaio 2024, supportata dalla 30ª Brigata meccanizzata, ha respinto diversi importanti assalti russi al villaggio di Syn'kivka, a nord di Kupjans'k, infliggendo gravi perdite alla 25ª e alla 138ª Brigata fucilieri motorizzata delle guardie. A luglio 2024, in seguito alla legge ucraina che ha permesso ad alcune categorie di detenuti di prestare volontariamente servizio nell'esercito, la 14ª Brigata meccanizzata è stata una delle unità ad integrarne un certo numero nei propri ranghi, costituendo il Battaglione "Škval". Nella seconda settimana di novembre la brigata ha contrattaccato a nord di Kupjans'k, respingendo la penetrazione effettuata dalla 25ª Brigata fucilieri motorizzata e riguadagnando il terreno perso.

## Struttura
- Comando di brigata[6]
- 1º Battaglione meccanizzato
- 2º Battaglione meccanizzato
- 3º Battaglione meccanizzato
- 1º Battaglione fanteria motorizzata "Volinia" (Volodymyr, unità militare A1186)[24]
- 1º Battaglione fucilieri
- 2º Battaglione fucilieri
- Battaglione fucilieri speciale "Škval"
- Battaglione corazzato (T-64BV, T-72M1 e T-84 Oplot)
- Battaglione sistemi senza pilota "Sapsan"[25]
- Gruppo d'artiglieria
  - Batteria acquisizione obiettivi
  - Battaglione artiglieria semovente (2S1 Gvozdika)
  - Battaglione artiglieria semovente (M109A4)
  - Battaglione artiglieria lanciarazzi (BM-21 Grad)
  - Battaglione artiglieria controcarri (MT-12 Rapira)
- Battaglione artiglieria missilistica contraerei (9K35 Strela-10)
- Battaglione genio
- Battaglione manutenzione
- Battaglione logistico
- Compagnia ricognizione
- Compagnia cecchini
- Compagnia guerra elettronica
- Compagnia comunicazioni
- Compagnia radar
- Compagnia difesa NBC
- Compagnia medica

## Comandanti
- Colonnello Oleksandr Žakun (dicembre 2014 - giugno 2018)[26]
- Colonnello Serhij Vojčenko (giugno 2018 - ottobre 2021)[27]
- Colonnello Oleksandr Ochrimenko (ottobre 2021 - giugno 2023)[28][29]
- Colonnello Oleksij Trubnikov (giugno 2023 - giugno 2024)[30]
- Colonnello Jaroslav Sydorov (giugno 2024 - maggio 2025)[31]
- Tenente colonnello Anatolij Lysec'kyj (maggio 2025 - in carica)[32]